# Armand Schiele
Armand Schiele (né en 1967) est un ancien skieur alpin français.

## Palmarès

### Championnats du monde
| Épreuve / Édition      | Super G |
| Mondiaux 1991 Saalbach | 18e     |

### Coupe du Monde
- Meilleur classement final: 38e en 1990.
- Meilleur résultat: 2e.

### Championnats de France
- Champion de France du Combiné en 1989